# Nedre-Bjärnstavatjärnen
Nedre-Bjärnstavatjärnen är en sjö i Skellefteå kommun i Västerbotten och ingår i Rickleåns huvudavrinningsområde. Sjön har en area på 0,124 kvadratkilometer och ligger 288 meter över havet.

## Delavrinningsområde
Nedre-Bjärnstavatjärnen ingår i det delavrinningsområde (718818-168548) som SMHI kallar för Mynnar i Granträsket. Medelhöjden är 323 meter över havet och ytan är 18,7 kvadratkilometer. Det finns inga avrinningsområden uppströms utan avrinningsområdet är högsta punkten. Vattendraget som avvattnar avrinningsområdet har biflödesordning 3, vilket innebär att vattnet flödar genom totalt 3 vattendrag innan det når havet efter 119 kilometer. Avrinningsområdet består mestadels av skog (83 procent). Avrinningsområdet har 1,16 kvadratkilometer vattenytor vilket ger det en sjöprocent på 6,2 procent.